# Lidské svalstvo

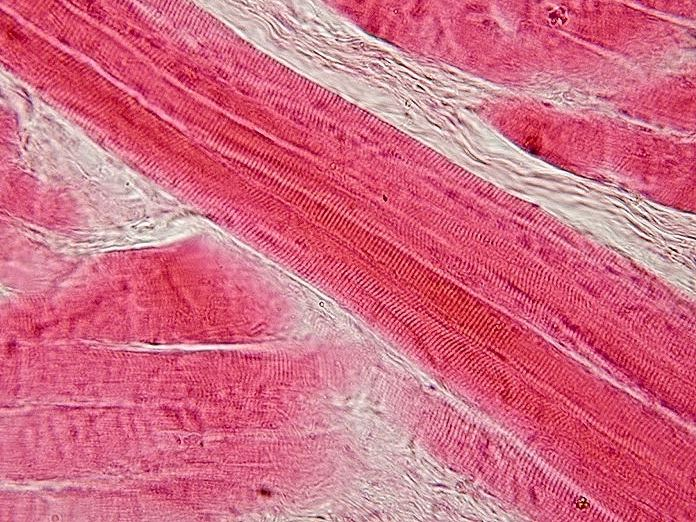
Kosterní sval na podélném řezu

Svalstvo člověka představuje soubor svalů jejímž základem je příčně pruhovaná svalová tkáň, která je schopna smrštění. Ta je funkčně spjata s kloubně-pohybovým skeletem (pasivní pohybový aparát) a spolu vytváří aktivní pohybový aparát, nervově řízený. Svaly (musculi) jsou funkční složky, orgány tohoto aktivního pohybového aparátu. Název musculus (lat. myška) vznikl podle protáhlého tvaru svalu, zejména bicepsu. Podobně z výrazu μῦς (mys, gen. myos – řec. myš i sval), vznikla předpona myo- (týkající se svalů).
Šlacha (tendo musculi) je zvláštně uspořádaný pruh tuhého fibrosního vaziva, který připojuje sval ke kosti. Některé svaly se neupínají ke kosti, ale do kůže (musculi cutanei) nebo do kloubních pouzder (musculi articulares).
V těle je kolem 640 svalů, z nichž většina je párová - tedy 300 svalů v každé polovině těla (čísla se liší v jednotlivých údajích, protože některé svaly a jejich složky nejsou přesně ohraničeny a samostatnost takového svalu nebo složky je spíše věc názvu a konvence). Hmotnost svalů dosahuje u mužů průměrné hmotnosti 36 %, u žen 32 %. Tato relativní hmotnost svalstva může dosáhnout až 45 % (např. u trénovaného atleta). Může naopak i poklesnout na 30 %. Z celkového množství svalstva připadá více než polovina - 56 % hmotnosti na svaly dolních končetin, 28 % hmotnosti na svaly horní končetiny a přibližně 16 % na hlavu a trup.
Kineziologicky svaly často spolupracují, několik svalů tedy tvoří větší komplexy fungující jako jeden sval (zejm. hluboké svalstvo zádové). Kosterní příčně pruhovaná svalovina umožňuje vůlí ovladatelný pohyb. V těle se ale nachází i velké množství vůlí neovladatelných svalů, tvořených hladkou svalovinou. Tato mj. udržuje nutné napětí stěn cév krevního i mízního oběhu a posunuje potravu trávicí soustavou. Zvláštní typ svalového orgánu představuje srdce a jeho srdeční svalovina. Oční sval, díky němuž mrkají víčka, je nejrychlejším svalem lidského těla.

## Dělení svalů
Svalstvo je možné dělit několika způsoby:
- podle mikroskopické struktury (zde se autoři rozcházejí, ale panuje jistá shoda na třech druzích - kosterní, srdeční a hladká svalovina, přičemž srdeční svalovina je v mnohém podobna svalstvu kosternímu).
- podle tvaru (ploché, dvojhlavé, trojhlavé, zpeřené, rhombické)[3]
- podle výkonnosti (kosterní svalstvo)
- podle funkce - svaly posturální a svaly fázické (podle Jandy) [4]

Posturální svaly (např. hluboké stabilizátory - m. errector spinae, m. semimembranosus, semitendinosus aj.) mají nižší rychlost kontrakce (“slow twitch fibres”), jsou uzpůsobené pro dlouhodobé kontrakce, průměr jejich svalových vláken je cca 50 nm, vyšší obsah myoglobinu (“červená vlákna”), jsou bohaté na mitochondrie, mají vyšší obsah neutrálního tuku, převládá v nich oxidační látková výměna, mají nízkou glykogenolytickou a glykolytickou aktivitu. Mají tendenci ke zkracování, je tedy nutné protahovat je.
Fázické (obratné, obslužné) svaly - (např. ohýbače, natahovače, přitahovače, odtahovače - m. biceps brachii, akrální svaly končetin) slouží ke krátkému a rychlému nasazení (“fast twitch fibres”), mají rychlejší nárůst svalové hmoty, průměr svalových vláken cca 80–100 nm, menší množství mitochondrií, lipidů a glykogenu (“bílá vlákna”), silně vyvinuté sarkoplasmatické retikulum, vyšší aktivitu na myosin a aktomyosin, probíhají v nich spíše anaerobní procesy látkové výměny - vyšší spotřeba glykogenu. Mají tendenci k ochabování - je tedy nutné posilovat je, nejlépe stylem 'delší dráha, menší zátěž'.
Někteří popisují hranici mezi svaly posturálními a fázickými jako plynulou, někdy se i překrývající (m. illiopsoas).
Výkon svalů ovlivňuje jejich výživa (mj. bílkoviny, magnezium, vápník, soli), prokrvení, vhodný trénink, masáž, fyzioterapie, balneoléčba. 
Sedavý způsob života vede často ke svalovým dysbalancím 'ochabnutí - ztuhnutí', což vede k různým tělesným dyskomfortům (bolesti zad, hlavy, krku, svalů, tinnitus, kloubní blokády aj.).